# 高田 (市原市)
高田（たかだ）は、千葉県市原市の市津地区にある大字。郵便番号は290-0152。

## 概要
市原市北部の市津地区にある。地区北部の千葉市緑区との境界付近に位置している。全体的に山がちな地形となっており、森林としての土地利用が多いが、中央部の道路沿いには集落も見られる。

## 地理
北は瀬又、東は千葉市緑区越智町、南は高倉、東国吉、西は瀬又の飛び地及び中野と接している。

## 歴史

### 地名の由来
以下に由来するとされる。
- 北条氏の臣・高田直勝が領主として砦を構えていた。
- 「滝（たき）・処（だ）」の転訛で地滑りなどを起こしやすい要注意地名。

## 世帯数と人口
2022年4月1日現在の世帯数と人口は以下の通りである。
| 町丁字 | 世帯数 | 人口  |
| ------ | ------ | ----- |
| 高田   | 46世帯 | 105人 |

## 通学区域
市立小学校・市立中学校及び県立高等学校の通学区域は以下の通りである
| 町丁字 | 番地 | 小学校                 | 中学校             | 高等学校 |
| ------ | ---- | ---------------------- | ------------------ | -------- |
| 高田   | 全域 | 市原市立市東第一小学校 | 市原市立市東中学校 | 第9学区  |

## 施設
- 日枝神社[7]
- 高田城址[7]

## 交通

### 鉄道
- なし

### バス
- 小湊鉄道